# Acta diurna
Acta diurna (latinsky denní akta či denní zprávy), často zvané jen Acta, byly denní římské oficiální zprávy, předchůdci dnešních novin. Informace byly tesány do kamene nebo ryty do kovových desek, které následně byly věšeny na veřejných místech jako například na Forum Romanum. První takovéto zprávy se objevily okolo roku 131 př. n. l. v období Římské republiky. Původním obsahem byly soudní rozsudky.